# Portret Jacopa Strady

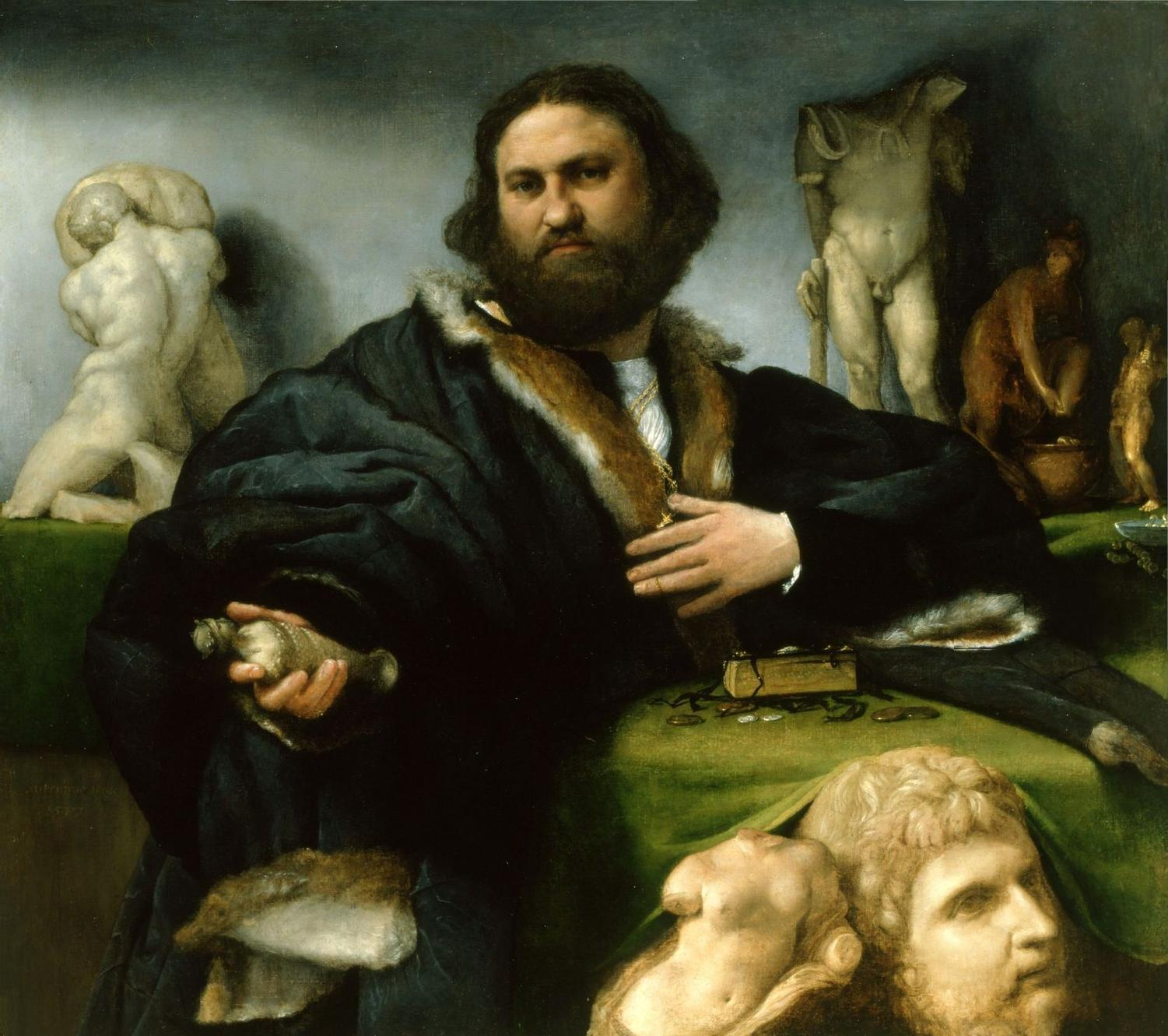
Lorenzo Lotto, Andrea Odoni, 1527

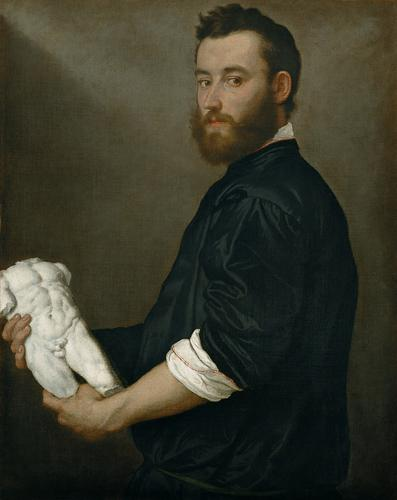
Giovanni Battista Moroni, Alessandro Vittoria, ok. 1560

Portret Jacopa Strady – obraz z lat 1567–1568 autorstwa weneckiego malarza Tycjana, obecnie znajdujący się w zbiorach Muzeum Historii Sztuki w Wiedniu.
Obraz przedstawia Jacopa Stradę, który służył na dworach papieży – Juliusza III i Marcelego II oraz cesarzy – Ferdynanda I, Maksymiliana II i Rudolfa II. Strada był kolekcjonerem, marszandem, malarzem, architektem, archeologiem i lingwistą, ale sam uważał się przede wszystkim za antykwariusza (antiquarius), co wówczas było szerszym niż dziś pojęciem (antykwariusz był bowiem nie tylko osobą skupującą dzieła sztuki i inne obiekty o wartości historycznej, ale również po części historykiem i badaczem). W 1566 Strada otrzymał od Maksymiliana II oficjalny tytuł Antiquarius Caesareus. Rok później, w 1567, przebywając w interesach w Wenecji, Strada zamówił swój portret u Tycjana. Malarz rozpoczął obraz jeszcze w tym samym roku i ukończył go przed styczniem 1569.
Tycjan, zgodnie z konwencją zazwyczaj przyjmowaną przez siebie w portretach, przedstawił modela w taki sposób, aby jasne były jego pozycja społeczna i zajęcie. Strada jest więc ukazany jako zamożny antykwariusz w swoim studiu. Jest bogato odziany – ma na sobie strój z czarnego aksamitu z satynowymi rękawami w kolorze różowym i futro. U jego pasa wisi z prawej sztylet i z lewej szabla, a na szyi ma złoty łańcuch z medalionem. Za jego plecami stoi szafa z dwiema książkami i rzeźbą (prawdopodobnie Herkulesa), obok stół, na którym leżą monety, list i dwie kolejne rzeźby (stojąca postać kobieca, być może Diana, i męski tors). Trzecią, ukazującą nagą kobietę (zapewne Wenus – zdaniem Erwina Panofsky'ego jest to replika Wenus nakładającej naszyjnik – Aphrodite Pselioumene Praksytelesa), antykwariusz trzyma w rękach. Statuetki wskazują na szczególne zainteresowanie Strady antykiem, monety – numizmatyką. Książki odnoszą się do publikacji typowych dla ówczesnych antykwariuszy (w tym również Strady).
Ukazanie modela przy pracy w pomieszczeniu jest znane malarstwu od starożytności. W późniejszych czasach szczególnie często w ten sposób (tj. we wnętrzu, zajętych pisaniem lub myśleniem, w otoczeniu nielicznych przedmiotów, takich jak stół, krzesło, książki itp.) wyobrażano ewangelistów lub Doktorów Kościoła. Konwencja ta z czasem przeszła do malarstwa portretowego i w czasach Tycjana była już powszechnie stosowana. Jednak w przeciwieństwie do innych portretów Tycjana,  Strada został umieszczony w zamkniętym pomieszczeniu, a nie pomieszczeniu "otwartym" (z widokiem na zewnątrz) lub na neutralnym tle. Była to konwencja wywodząca się z malarstwa północnoeuropejskiego, np. Petrusa Christusa i Hansa Holbeina (Portret Georga Gisze). Ponadto portret Strady wyróżnia się na tle jemu współczesnych dwiema cechami: pozą modela (portretowane osoby zazwyczaj ukazywane były na siedząco, podczas gdy na obrazie Tycjana Strada znajduje się w dynamicznej pozycji) i wprowadzeniem statuetek jako rekwizytu (na innych portretach tego typu jako rekwizyty występują książki). Umieszczanie przedstawień rzeźb na portrecie wywodzi się z malarstwa weneckiego. Najwcześniejszym znanym obrazem tego typu jest utrzymany w konwencji giorgionowskiej Portret młodzieńca przypisywany Domenicowi Capriolowi z 1511. Motyw taki pojawiał się również na portretach przedstawiających kolekcjonerów (np. Portret Andrei Odoniego Lorenza Lotta, 1527), a zwłaszcza artystów (głównie rzeźbiarzy), którzy ukazywani byli trzymając rzeźby, co miało wskazywać na wykonywany przez nich zawód (np. Portret Alessandra Vittorii Giovanniego Battisty Moroniego, ok. 1560). Jednak na portrecie Strady rzeźby znajdują się zarówno w tle, jak i obok modela i w jego rękach. Szczególny jest również sposób, w jaki trzyma on statuetkę – obiema rękami, ze swojej prawej strony, tak że jego lewa ręka ułożona jest w poprzek klatki piersiowej, wzrok natomiast jest skierowany w stronę przeciwną. Taka poza pojawiała się w renesansowym malarstwie, m.in. na obrazie Leda z łabędziem Leonarda da Vinci, ale w sztuce portretowej przed portretem Strady pojawiła się tylko raz – w rzeźbie Andrei Ferrucciego z 1521 ukazującej Marsilia Ficina. U Tycjana pojawiła się ona jedyny raz. 
Tycjan podpisał dzieło dwukrotnie. Sygnował je w lewym górnym rogu (Titianus F), a na stole umieścił list ze swoim adresem. Inskrypcja na kartuszu głosząca: Jacobus . de . Strada . civis . Romanus . Caes . antiquarius . et . comes . Avilc . an . aetat . LIX . MDLXVI . Titianus. F . (Jakub Strada, obywatel rzymski, antykwariusz cesarski i hrabia Aulico, na 59 rocznicę urodzin. 1566. Wykonał Tycjan) została domalowana później, prawdopodobnie przez któregoś z uczniów malarza, przed 1659.